# 더 차일드
《더 차일드》(프랑스어: L'Enfant)는 2005년 개봉된 벨기에의 드라마 영화이다. 다르덴 형제가 감독과 각본을 맡았다. 2005 칸 영화제 황금종려상 수상작이다.

## 줄거리
20살의 브루노와 18살의 소니아는 소니아의 복지 수당과 브루노의 사소한 범죄로 살아가고 있는데, 소니아가 임신한다. 소니아가 없는 동안, 브루노는 빠른 돈을 벌기 위해 아기를 암시장 입양 조직에 판다. 그는 소니아에게 아기를 "만들면" 된다고 말하지만, 소니아는 역겨워하며 기절한다.
소니아의 충격에 직면하고 자신의 실수에 후회하며 브루노는 웃돈을 주고 아기를 되찾지만, 소니아에게 외면당한 후 그의 늘어나는 빚은 브루노를 절망의 길로 이끈다. 그는 또한 소니아가 고소하고 있다는 것을 알게 된다. 결국 그는 감옥에 수감되고, 소니아가 그를 방문하여 절망의 순간을 함께 나눈다.

## 출연

### 주연
- 제레미 레니에
- 데보라 프랑소와

### 조연
- 제레미 세가드
- 파브리지오 롱기온
- 올리비에 구르메
- 앤 제라드

## 기타
- 협력프로듀서: 알레트 질베르베르그
- 협력프로듀서: 알렉상드르 리펜스
- 협력프로듀서: 제네비에브 리말
- 미술: 이고르 가브리엘
- 의상: 모닉 파렐레